# چرم‌سازی سنتی
چرم‌سازی عبارتست از تهیه چرم از پوست حیوانات و جانوران بوسیلهٔ پاره‌ای مواد شیمیایی و اعمال فیزیکی و شیمیایی، که پوست از حالت ابتدایی خارج شده و به صورت ثابت و فاسدنشدنی در بیاید. به عبارت دیگر چرم‌سازی تغییر شکل‌دادن به پوست به کمک مواد دباغی و عملیات فیزیکی و شیمیایی و تهیهٔ چرم است.

## مراحل ساخت چرم به روش سنتی
- تهیهٔ پوست:در روش سنتی تولید چرم، بیشتر از پوست گاو برای تبدیل به چرم استفاده می‌کنند زیرا این نوع پوست نرم‌تر از پوست گاومیش و ضخیم‌تر از پوست گوسفند است و در مرحلهٔ لش‌زنی و سایر مراحل برای تبدیل به چرم، امکان صدمه دیدن پوست کمتر است. از سوی دیگر محصولاتی که با این نوع چرم ساخته می‌شود، مرغوب‌تر است.
- شستشو:پوست‌ها را برای تبدیل به چرم باید به حالت طبیعی خود بازگرداند، به همین منظور آنها را ۳ الی ۶ روز در آب نگه می‌دارند تا نمک از پوست خارج شود، و حالت خشکی آن از بین برود.
- موگیری:در این مرحله پوست‌ها را که به حالت طبیعی درآمده‌اند ۳ الی ۱۰ روز در محلول آرد جو یا آهک نگه‌داری می‌کنند، این عمل باعث تخمیر پوست می‌گردد به طوری که مو از آن به راحتی کنده می‌شود. از این مرحله به پوست‌ها توله آهکی نیز گفته می‌شود.
- لش‌زنی:برای این کار پوست را به دو میخ آویزان کرده با داس یا اَرسَن (چاقوی دو دسته با تیغهٔ بلند) چربی‌ها و ضایعات را از آن جدا می‌کنند.
- خوابانیدن در فضله:پوست‌ها را برای چند روز در محلولی از آب و فضلهٔ مرغ و کبوتر می‌خوابانند. این عمل باعث از بین رفتن پروتئین‌های اضافی پوست که سبب خرابی چرم می‌شوند و نرمی و لطافت و انعطاف پوست در برابر سرما و گرما می‌گردد. برای نرمی پوست از زاج نیز استفاده می‌شود.
- نمک‌زنی:در این مرحله برای ثابت نگه داشتن حالت پوست و فاسد نشدن به آن نمک می‌زنند تا این مرحله به اصطلاح امروزی پوست سالمبور گفته می‌شود.
- دباغی یا مازوکاری:برای دباغی پوست‌ها را داخل گودال‌هایی به عمق ۲ متر گذارده، به روی آنها محلولی از آب و مازو می‌ریزند و لگدمال می‌کنند. پوست‌ها برای دو دورهٔ ۱۰ روزه، در این محلول خوابانده شده و هر روز لگدمال می‌شوند تا مازو به خوبی وارد پوست شود. سپس آنها را در آفتاب خشک می‌کنند. از این مرحله به پوست‌ها یا توله‌های آهکی چرم گفته می‌شود.
- نمک‌زنی:چرم‌ها را برای مدت ۴۸ ساعت در محلولی از آب و نمک قرار می‌دهند تا نمک به آهستگی جذب آنها شود و مانع از فساد و نابودی چرم گردد. سپس چرم‌ها رادر آفتاب خشک می‌کنند.
- سنگ زنی:پوست‌های نیمه خشک رابر روی تخته‌ای بعضاً به شکل هلال که به خرک مشهور است، می‌خوابانند. طرف لش چرم را با سنگ‌پا و طرف رخ چرم را با سنگ صاف معمولی می‌مالند تا بلورهای نمک از چرم خارج شود و موجب خشکی و ترکیدگی پوست نگردد سپس آنها را زیر آفتاب پهن می‌کنند تا کاملاً خشک شود.
- پیه‌زنی یا پیه‌کاری: در این مرحله برای نرمی چرم از پیه آب‌شده، استفاده می‌شود.
- شستشو:این عمل یک ساعت تا چند روز پس از پیه‌کاری انجام می‌شود.
- رنگ‌زنی:پس از شستن نوبت به رنگ زدن چرم می‌رسد. به این منظور صاحبان چرم آنها را به رنگرزهایی که از قدیم به این کار اشتغال داشته‌اند، می‌دهند. با آنکه رنگ‌های مختلفی وارد بازار شده‌است، رنگرزها همانند گذشته مایلند از رنگ نارنجی استفاده کنند تا اصالت آن را حفظ نمایند. در گذشته برای رنگ چرم‌ها از گلرنگ، گل و گِل‌وَرَز استفاده می‌شد. گِل‌وَرَز گیاه کوچک و سفید رنگ است که از کوهستان جمع‌آوری می‌شود و برای استفاده، خشک‌شدهٔ آن را ساییده با آب مخلوط می‌کنند تا رنگ نارنجی به دست آید. پس از رنگ زدن، چرم‌ها را به میله‌های چوب آویزان می‌کنند تا کاملاً خشک شود.
- سنگ‌زنی:برای براق شدن چرم روی آن را با سنگ یَشم که سنگی سبزرنگ و صاف است، می‌سایند. در گذشته تمام مراحل تولید چرم به روش سنتی حدوداً ۳ ماه به طول می‌انجامید.[۱]